# Crunomys fallax
Crunomys fallax — вид пацюків (Rattini), ендемік о. Лусон, Філіппіни.

## Морфологічна характеристика
Довжина голови й тулуба 105 мм, довжина хвоста 79 мм, довжина лапи 23 мм, довжина вуха 10 мм. Волосяний покрив короткий, щільний і колючий. Верхні частини сірувато-коричневі з домішкою коричнево-жовтого, темніші вздовж серединної частини голови та спини, а черевні частини блідо-сірі. Вуха малі, темно-коричневі. Спинні частини ніг сірувато-бурі, пальці білі. Хвіст коротший за голову і тіло, темно-коричневий зверху, світло-коричневий знизу і вкритий лусочками, кожна супроводжується трьома волосками.

## Поширення й екологія
Цей вид відомий лише одній особині, відловленої на острові Лусон, Філіппіни в 1896 році. Ймовірно, він живе лише в первинних рівнинних лісах на висоті близько 300 метрів над рівнем моря.

## Спосіб життя
Немає інформації.